# Зейналу (Урмія)
Зейналу (перс. زینالو) — село в Ірані, входить до складу дехестану Ровзех-Чай у Центральному бахші шахрестану Урмія провінції Західний Азербайджан.